# 11304 Cowra
11304 Cowra este o planetă minoră (asteroid), cu un diametru de 2,374 km, din Inner Main Belt⁠(d). A fost descoperită pe 19 februarie 1993 la Geisei⁠(d) de Tsutomu Seki. 
Obiectul prezintă o orbită caracterizată de o semiaxă mare de 1,9292249 UAi, o excentricitate de 0,05, o înclinație de 23,56528 ° în raport cu ecliptica.